# Järvabadet

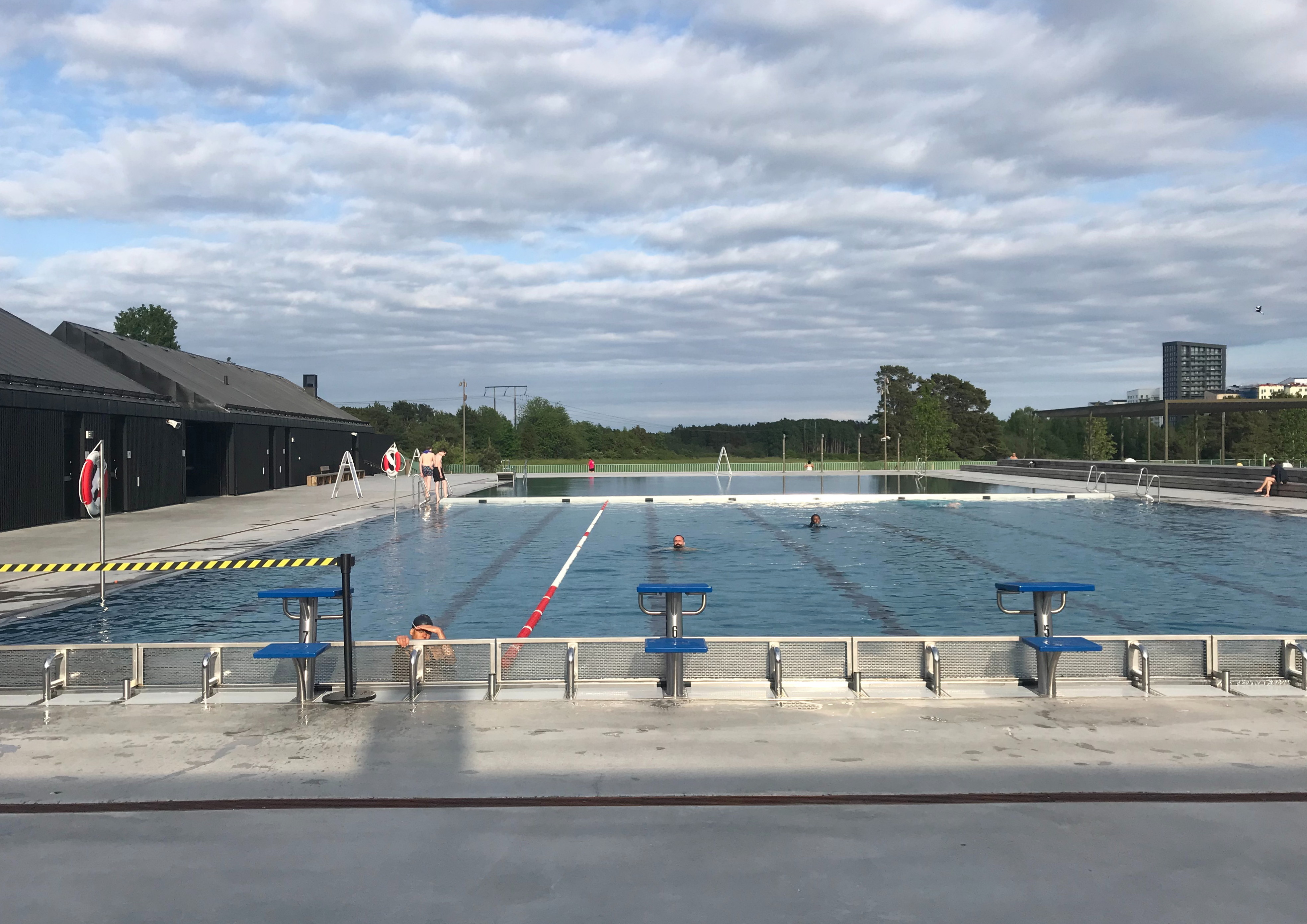
Järvabadets båda 25 metersbassänger, juni 2020.

Järvabadet är ett kommunalt utomhusbad beläget strax sydost om Eggeby gård på Järvafältet i stadsdelen Tensta i norra Stockholm. Adressen är Krällingegränd 3. Badet invigdes 12 juni 2020 och är tillsammans med nio andra finalister nominerat till Årets Stockholmsbyggnad 2021.

## Bakgrund
De boende i området har önskat ett utomhusbad på Järvafältet allt sedan stadsdelarna Rinkeby-Kista och Spånga-Tensta bebyggdes på 1970-talet. Fram till nu fanns varken strand- eller bassängbad att tillgå. Beslutet att bygga ett utomhusbad drog ut på tiden då det kom att ligga inom Igelbäckens kulturreservat. Sommaren 2018 togs det första spadtaget för bygget som invigdes den 12 juni 2020. Badet kostade 230 miljoner kronor att anlägga.

## Beskrivning
För att få en harmonisk integration i det befintliga odlingslandskapet vreds anläggningen efter de gamla omkringliggande tegarna. Byggnadernas placering och gestaltning hade Eggeby gård som utgångspunkt. Huvudbebyggelsen består av fyra i vinkel anordnade envåningsbyggnader som begränsar badplatsen mot nordväst. Här finns entré, reception, butik, servering, omklädningsrum, personalrum, teknikutrymmen och liknande. Byggnaderna gestaltades som enkla ekonomibyggnader med svart målade träfasader och svarta plåttak.
Själva badet förfogar över tre bassänger (två intilliggande 25-metersbassänger, en undervisningsbassäng och en plaskdamm) placerade på olika nivåer med öppna gräsytor, terrasser och sittmurar samt iordningställda grillplatser däremellan. Badets byggnader har en yta av 2 000 m² och anläggningens yta är 10 500 m², det finns plats för 3 000 besökare. Anläggningen är ritad av Land Arkitektur (landskap) samt AIX Arkitekter (byggnader). Byggherre var Stockholms stads fastighetskontor på uppdrag av Stockholms stads idrottsförvaltning.

### Bilder (badet)

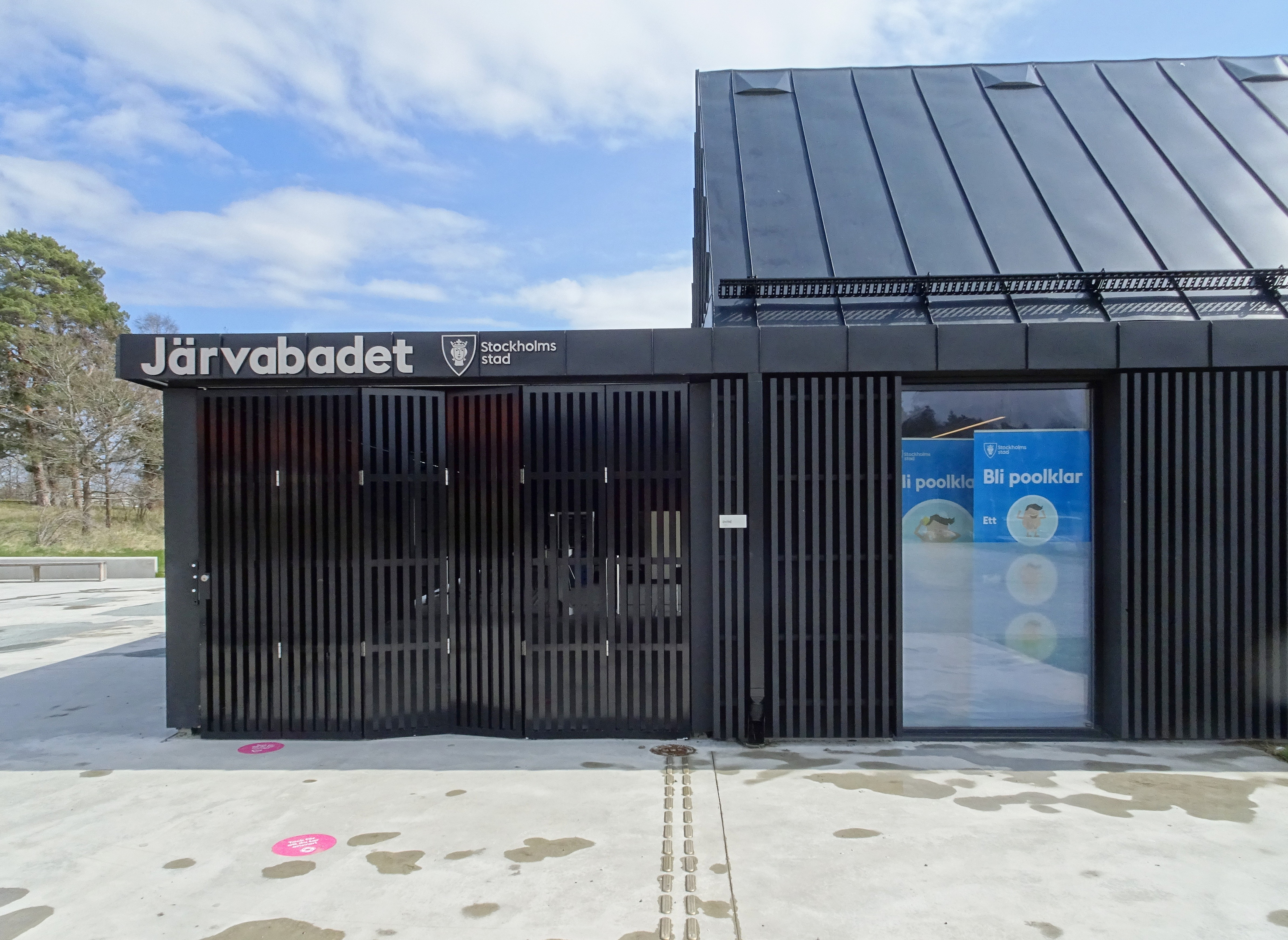
Entrén.
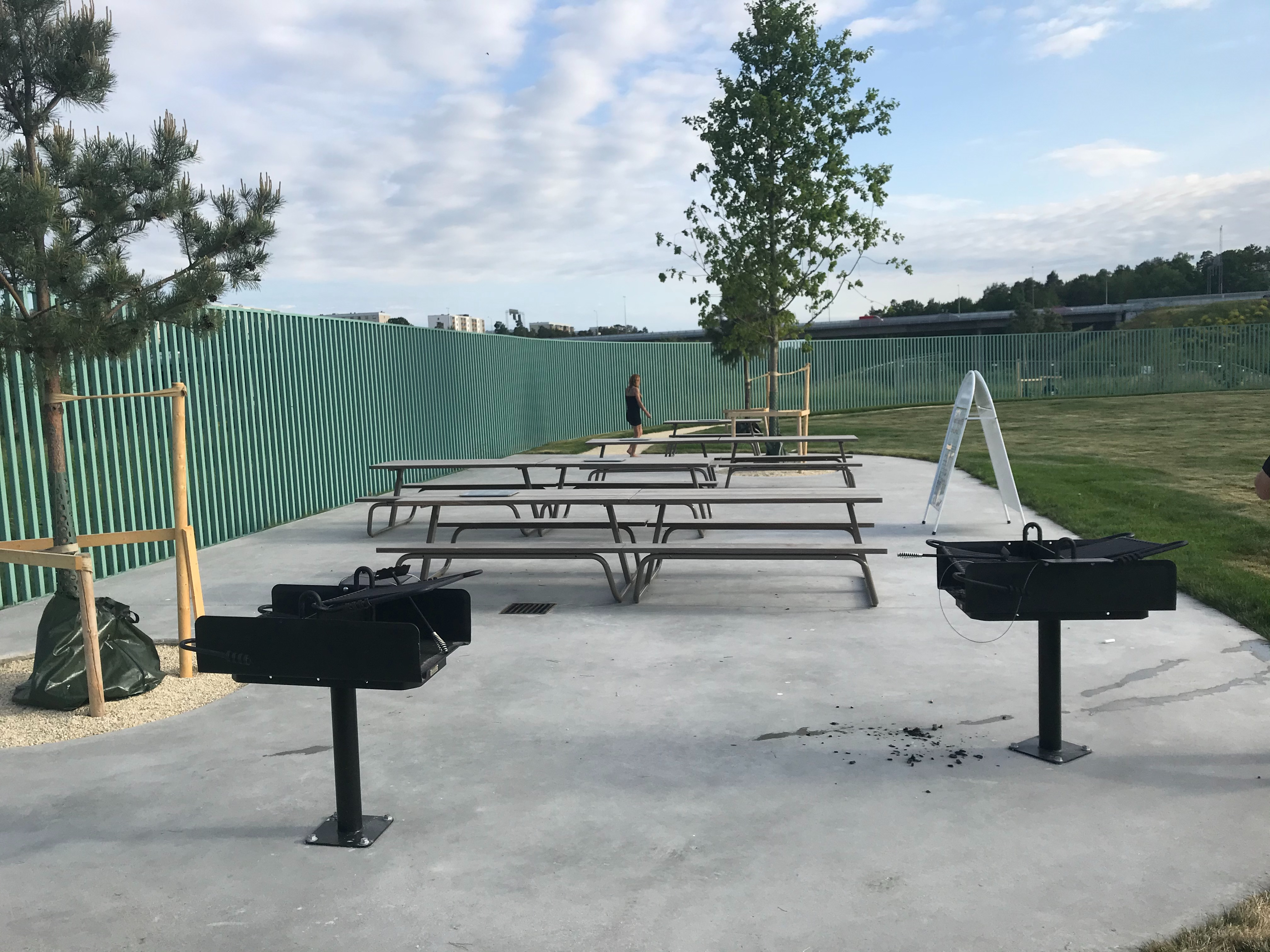
Stitt- och grillplatser.
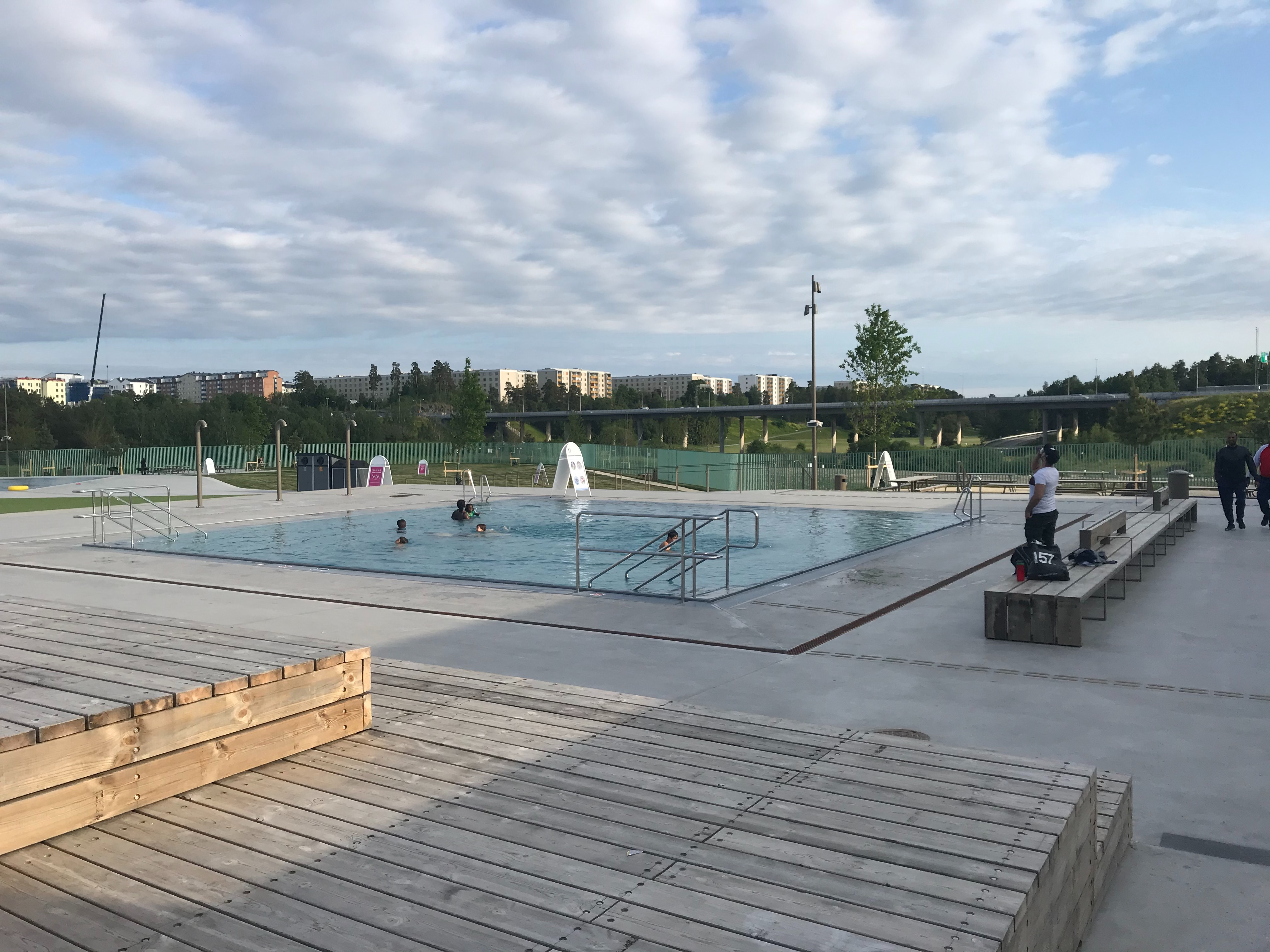
Undervisningsbassängen.
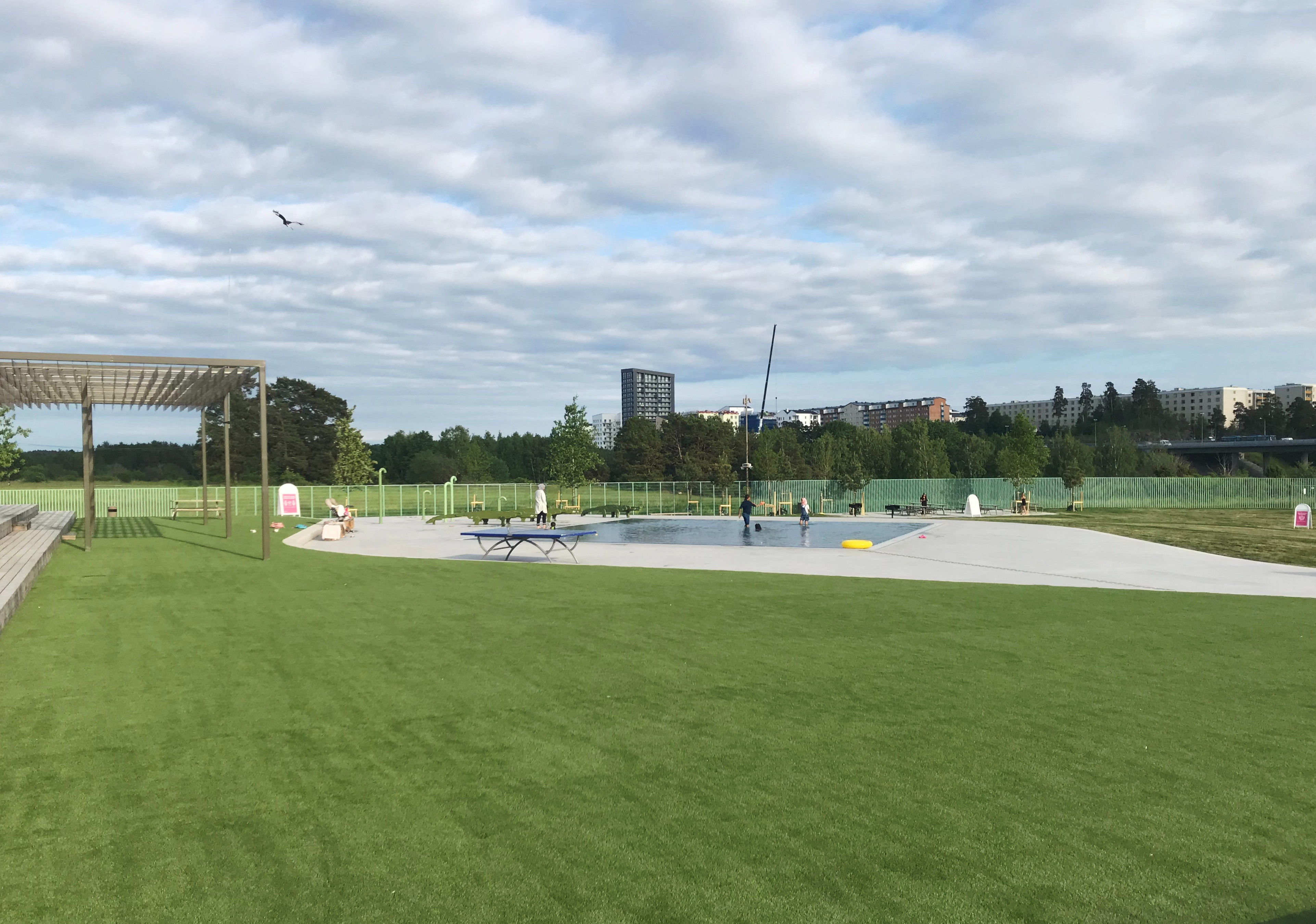
Plaskdammen.

## Konstnärlig utsmyckning
Utanför badets entré finns ett litet torg med statyn Här och nu, där och då skapad av Linnéa Jörpeland. Torgets golv består av flerfärgad cementmosaik och gestaltades av Jörpeland som en historisk karta över trakten. Inspiration tog hon från en ”riktig” karta, nämligen Trakten omkring Stockholm i 9 blad, utgiven 1861 av Topografiska corpsen. På den plats på kartan där det nya Järvabadet ligger placerade Jörpeland en bronsskulptur som föreställer en pojke i naturlig storlek iklädd badbyxor och med simglasögon över pannan. Under armen håller han en badboll i form av en jordglob. Pojken betraktar ett eklöv som ligger på marken. Jordgloben symboliserar de nationaliteter som representeras i bostadsområdena runtomkring, medan eklövet anknyter till Eggeby, som betyder gården bland ekarna.

### Bilder (konstnärlig utsmyckning)

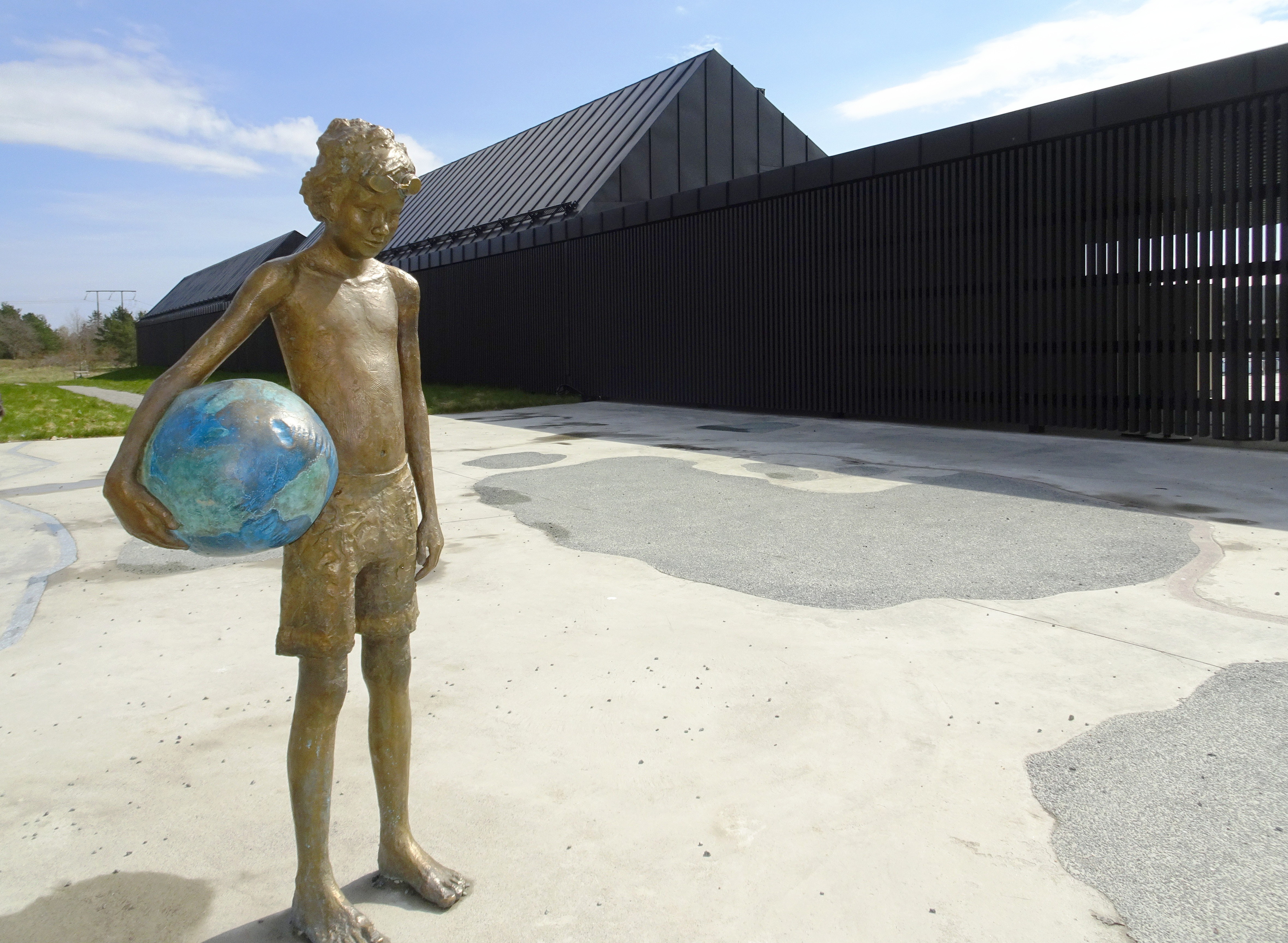
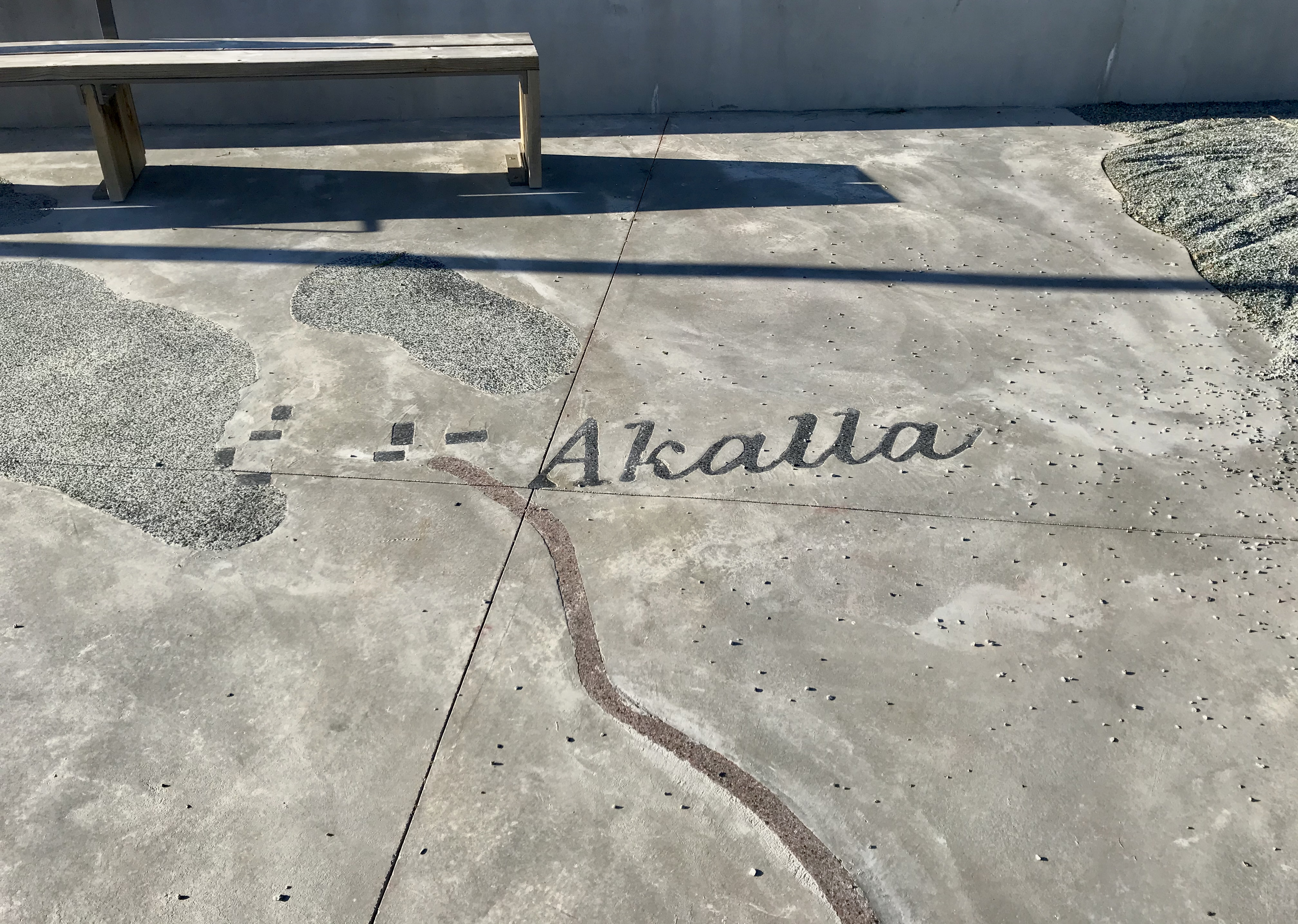
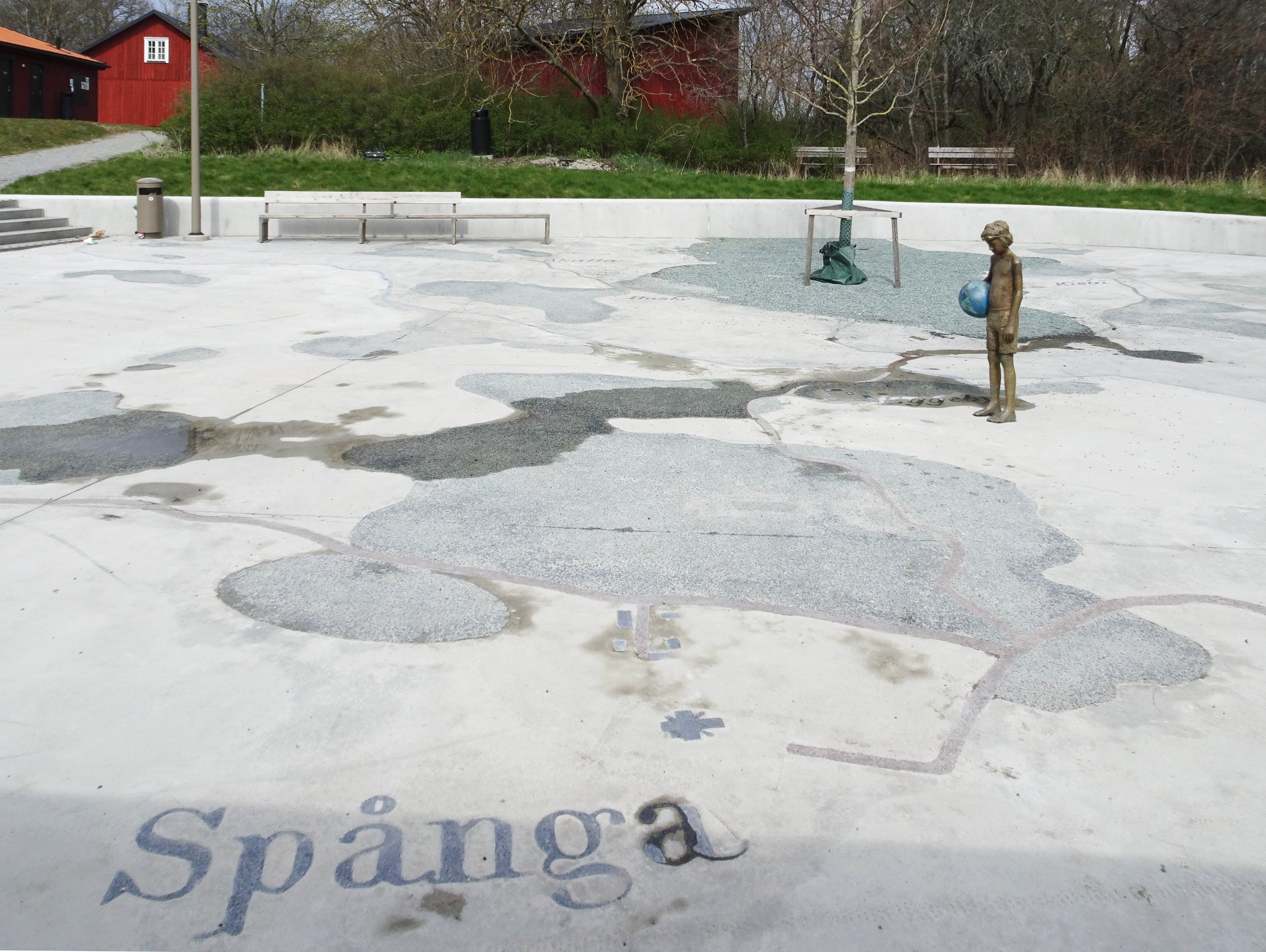
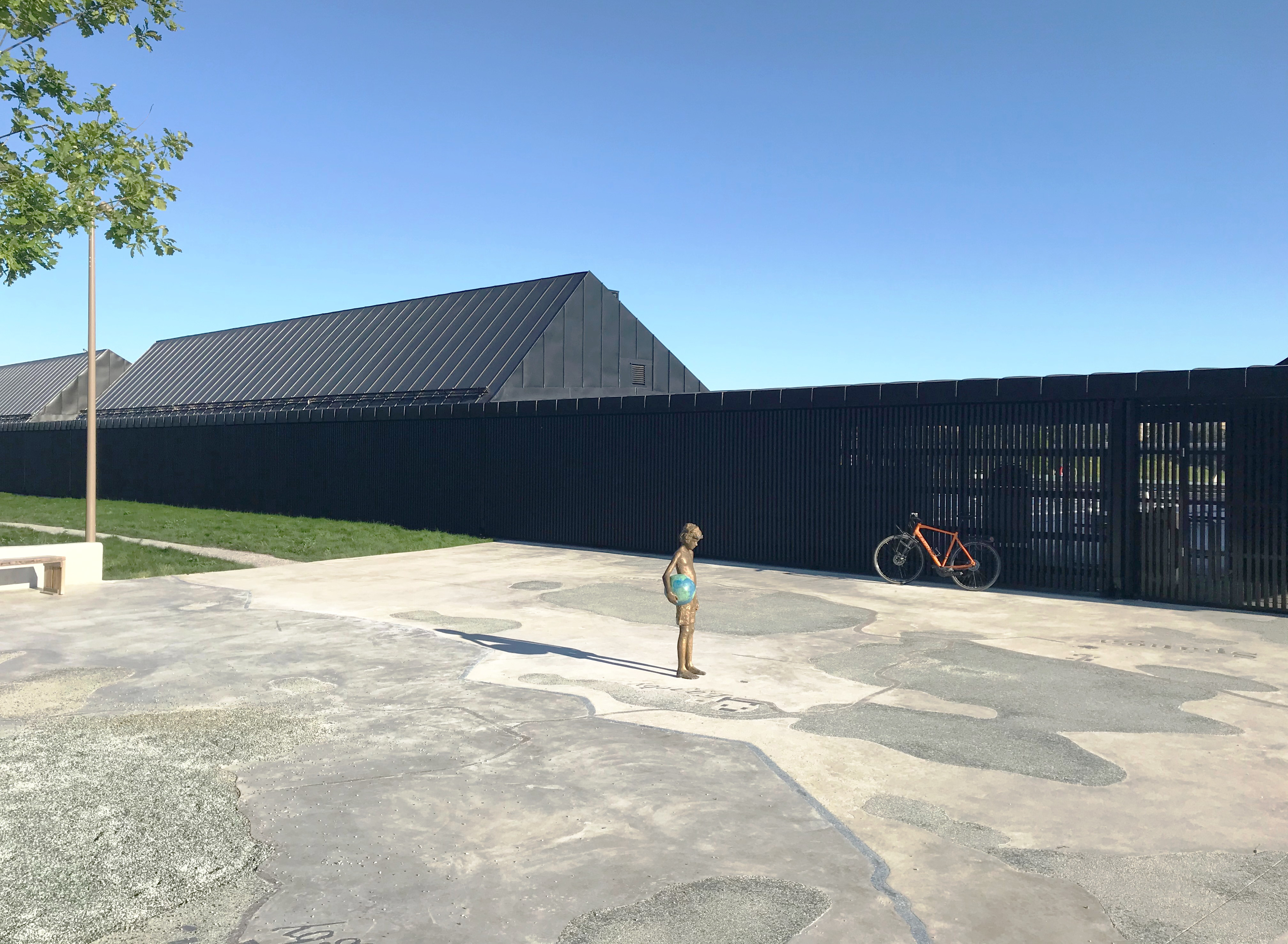

## Nominering till Årets Stockholmsbyggnad 2021
I april 2021 nominerades Järvabadet tillsammans med nio andra kandidater till Årets Stockholmsbyggnad 2021. Juryns kommentar lyder:
| ” | Nya bassänger och en vackert utformad anläggning. Lärande och lek i en trygg och säker inramning. En lågmäld gestaltning som infogar sig i landskapet och möter omkringliggande bebyggelse med enkel ödmjukhet och samtidigt skapar en attraktiv målpunkt för boende runt Järvafältet. | „ |